# ستوپچویچی
ستوپچویچی (به صربی: Stupčevići) یک منطقهٔ مسکونی در صربستان است که در آرییه واقع شده‌است. ستوپچویچی ۱۳٫۲۰ کیلومتر مربع مساحت و ۹۶۸ نفر جمعیت دارد و ۳۹۲ متر بالاتر از سطح دریا واقع شده‌است.